# Лебединський район
Лебеди́нський район — колишня адміністративно-територіальна одиниця Сумської області України.

## Географія
Лебединський район розташований у південній частині Сумської області, в лівобережній частині лісостепової зони України.
Лебединський район межує зі сходу із Тростянецьким районом, на півдні із Охтирським районом, із західної сторони з Липово-Долинським районом та на півночі — із Сумським та Недригайлівським районами Сумської області.
Адміністративним центром району є місто Лебедин, яке до складу району не входить.
Територія району становить 1700 км², населення становить 21 тис. чоловік.
Районом протікають річки Псел, Вільшанка, Грунь, Ташань, Легань, Ревки, Лозова, Будилка.

### Природоохоронні території
- Михайлівська цілина — заповідник.
- Шелехівське озеро — гідрологічна пам'ятка природи державного значення.

## Історія
Про заселення краю ще слов'янськими племенами свідчать археологічні знахідки при розкопках на місцях городищ поблизу сіл Пристайлово, Кам'яне, Рябушки, Василівка.
У літописних замітках збереглися записи про те, що Лебедин як слобода був заснований разом з іншими містами (Харків, Суми, Білопілля) восени 1651 року.
Але задовго до цієї дати на берегах Псла виникли поселення, козацькі слободи Межиріч, Кам'яне, Пристайлове.
Під час Північної війни зі шведами у Лебедині протягом місяця восени 1708 року знаходилася штаб-квартира царя Петра І. Тут працювала слідча комісія у справі гетьмана Мазепи, якого звинуватили у зраді і жорстоко стратили 900 козацьких старшин. На місці їх поховання відновлена Козацька могила.
У 1899 році за кошти місцевих поміщиків у Лебедині було вперше на території Російської імперії встановлено сільський телефонний зв'язок довжиною понад 100 верст. Про що свідчить меморіальна дошка на приміщенні вузла зв'язку.
Район утворений 7 березня 1923 з центром у Лебедині у складі Сумської округи Харківської губернії з Лебединської, Пристайлівської, Бобрівської, Боровенківської, Рябушинської і Бишкінської волостей з заштатним містом Лебедином.
Як адміністративно-територіальна одиниця Лебединський район входить до складу Сумської області з моменту її утворення в 1939 році. До цього Лебедин був районним центром Харківської області.
У липні 1957 року до складу Лебединського району увійшов Штепівський район.
У результаті адміністративних реформ 1962 року до району були включені окремі села ліквідованих на той момент Недригайлівського та Липоводолинського районів, але з 1964 року Лебединський район знову набув попереднього вигляду, який існує і на сьогоднішній день.

## Адміністративний поділ
Район адміністративно-територіально поділяється на 23 сільські ради, які об'єднують 129 населених пунктів та підпорядковані Лебединській районній раді.
1988 року з обліку було знято села Грядки, Іщенки, Косенки, Курди, Лісне, Молочне, Савониха, Скляри, Тимофіївка, Шияни.
2000 року з обліку було зняте село Гатка.
2007 року з обліку було знято села Верхнє, Кринички, Круте.

## Населення
Розподіл населення за віком та статтю (2001)
| Стать | Всього | До 15 років | 15-24 | 25-44 | 45-64 | 65-85 | Понад 85 |
| --- | ------ | ----------- | ----- | ----- | ----- | ----- | -------- |
| Чоловіки | 12 615 | 2142        | 1744  | 3345  | 3192  | 2084  | 108      |
| Жінки | 15 250 | 2106        | 1450  | 3069  | 3841  | 4271  | 513      |
| \| Статево-вікова піраміда \| Статево-вікова піраміда \| Статево-вікова піраміда \| \| ----------------------- \| ----------------------- \| ----------------------- \| \| Чоловіки \| Вік \| Жінки \| \| 108 \| 85 + \| 513 \| \| 158 \| 80-84 \| 588 \| \| 498 \| 75-79 \| 1326 \| \| 797 \| 70-74 \| 1414 \| \| 631 \| 65-69 \| 943 \| \| 1081 \| 60-64 \| 1527 \| \| 484 \| 55-59 \| 688 \| \| 808 \| 50-54 \| 873 \| \| 819 \| 45-49 \| 753 \| \| 981 \| 40-44 \| 831 \| \| 861 \| 35-39 \| 780 \| \| 809 \| 30-34 \| 735 \| \| 694 \| 25-29 \| 723 \| \| 693 \| 20-24 \| 608 \| \| 1051 \| 15-20 \| 842 \| \| 927 \| 10-14 \| 889 \| \| 700 \| 5-9 \| 724 \| \| 515 \| 0-4 \| 493 \| |        |             |       |       |       |       |          |
| Статево-вікова піраміда |        |             |       |       |       |       |          |
| Чоловіки | Вік    | Жінки       |       |       |       |       |          |
| 108 | 85 +   | 513         |       |       |       |       |          |
| 158 | 80-84  | 588         |       |       |       |       |          |
| 498 | 75-79  | 1326        |       |       |       |       |          |
| 797 | 70-74  | 1414        |       |       |       |       |          |
| 631 | 65-69  | 943         |       |       |       |       |          |
| 1081 | 60-64  | 1527        |       |       |       |       |          |
| 484 | 55-59  | 688         |       |       |       |       |          |
| 808 | 50-54  | 873         |       |       |       |       |          |
| 819 | 45-49  | 753         |       |       |       |       |          |
| 981 | 40-44  | 831         |       |       |       |       |          |
| 861 | 35-39  | 780         |       |       |       |       |          |
| 809 | 30-34  | 735         |       |       |       |       |          |
| 694 | 25-29  | 723         |       |       |       |       |          |
| 693 | 20-24  | 608         |       |       |       |       |          |
| 1051 | 15-20  | 842         |       |       |       |       |          |
| 927 | 10-14  | 889         |       |       |       |       |          |
| 700 | 5-9    | 724         |       |       |       |       |          |
| 515 | 0-4    | 493         |       |       |       |       |          |

Національний склад населення за даними перепису 2001 року:
| Національність | Кількість осіб | Відсоток |
| -------------- | -------------- | -------- |
| українці       | 26636          | 95,58 %  |
| росіяни        | 990            | 3,55 %   |
| білоруси       | 91             | 0,33 %   |
| молдовани      | 31             | 0,11 %   |
| вірмени        | 20             | 0,07 %   |
| інші           | 100            | 0,36 %   |

Мовний склад населення за даними перепису 2001 року:
| Мова       | Кількість осіб | Відсоток |
| ---------- | -------------- | -------- |
| українська | 26770          | 96,06 %  |
| російська  | 974            | 3,50 %   |
| білоруська | 46             | 0,17 %   |
| молдовська | 21             | 0,08 %   |
| вірменська | 17             | 0,06 %   |
| інші       | 40             | 0,14 %   |

## Політика
25 травня 2014 року відбулися Президентські вибори України. У межах Лебединського району було створено 29 виборчих дільниць. Явка на виборах складала — 65,05 % (проголосували 10 778 із 16 658 виборців). Найбільшу кількість голосів отримав Петро Порошенко — 53,21 % (5 735 виборців); Юлія Тимошенко — 15,76 % (1 699 виборців), Олег Ляшко — 14,21 % (1 532 виборців), Анатолій Гриценко — 5,18 % (558 виборців), Сергій Тігіпко — 3,32 % (358 виборців). Решта кандидатів набрали меншу кількість голосів. Кількість недійсних або зіпсованих бюлетенів — 1,01 %.

## Пам'ятки
У Лебединському районі Сумської області на обліку перебуває 86 пам'яток історії.
- Пам'ятки архітектури Лебединського району

## Персоналії
Із Лебединщиною пов'язані імена багатьох видатних людей: композитора Рахманінова С. В., оперних співаків зі світовими іменами Бориса Гмирі та Івана Стешенка, художників братів Федора та Василя Кричевських, один з яких, Василь Кричевський, у 1918 році створив тризуб — нинішній Герб України.
Село Малий Вистороп — батьківщина Двічі Героя Радянського Союзу, маршала бронетанкових військ П. С. Рибалка.
У районі жила і працювала Двічі Герой Соціалістичної Праці, знатна доярка М. Х. Савченко, яка у свій час доклала багато зусиль для збереження виведеної Згурським І.К. в передвоєнні роки лебединської бурої породи великої рогатої худоби.
- Глобін Микола Іванович (1920—1989) — радянський льотчик Герой Радянського Союзу.